# Àngels Aymar i Ragolta
Àngels Aymar i Ragolta (Barcelona, 23 de setembre de 1958) és una dramaturga, directora de teatre i actriu catalana.
És diplomada en Relacions públiques per la Universitat de Barcelona (1980) i llicenciada en Art dramàtic per l'Institut del Teatre de Barcelona (1983); posteriorment amplià estudis a Nova York i París.
Com a dramaturga, ha escrit més d'una trentena d'obres guardonades, representades, traduïdes i publicades en diverses llengües. El 2019 rebé el Premi Andreu Solsona per Aquestes meves veus. El mateix any estrenà a Itàlia Avvelenate (Enverinades, Teatre Versus Glòries 2018) i Magnòlia Cafè. Com a directora, ha estrenat al Festival Grec de Barcelona, als Països Baixos i a Corea del Sud l'espectacle 100FEMMES; a Nova York, Hearts Beating Like Drums al Wild Project Theatre i Solavaya al Prelude Festival i al Teatro Repertorio Español. És la primera dramaturga catalana convidada a participar al Pen World Voices Festival NY-2008 amb Out of the blue. Va ser autora resident al Teatre Nacional de Catalunya de 2006 a 2009, amb Trueta i La Indiana. El 1992 la Generalitat de Catalunya li concedí una beca per a una estada amb la companyia The Wilma Theater de Filadèlfia (EUA).
Com a actriu, ha actuat, entre d'altres, a les obres Antaviana (1978), dirigida per Joan-Lluís Bozzo, Freaks (1983, A. Alonso), Baal (1983, Joan Ollé), La primera de la classe (2000), Els viatgers de l'absenta (2007, F. Roda) i Quid pro quo (2008, G. Vázquez). Ha actuat també al cinema i en sèries de televisió.